# Choulyavska (métro de Kiev)
Choulyavska (ukrainien : Шулявська) est une station de la  ligne Svyatochins'ko-Brovars'ka (M1) du métro de Kiev. Elle est située dans le raïon de Chevtchenko de la ville de Kiev en Ukraine.
Mise en service en 1963, elle est desservie par les rames de la ligne M1. Le service est arrêté ou perturbé depuis l'invasion de l'Ukraine par la Russie en 2022.

## Situation sur le réseau
Établie en souterrain, la station Choulyavska, est une station de passage de la Ligne Svyatochins'ko-Brovars'ka (M1) du métro de Kiev. Elle est située entre la station Beresteïska, en direction du terminus ouest Akademmistetchko, et la station Politekhnitchny Institut, en direction du terminus est, Lisova.
Elle dispose d'un quai central encadré par les deux voies de la ligne.

## Histoire
La station Choulyavska est mise en service le 5 novembre 1963. La station est due aux architectes ET. Dobrovolsky, B. Prymak, A. Malinovsky, A. Cherkasy, et aux artistes ET. Litovchenko et M. Litovchenko.

## Services aux voyageurs

### Desserte
Choulyavska est desservie par les rames de la ligne M1.

Installations
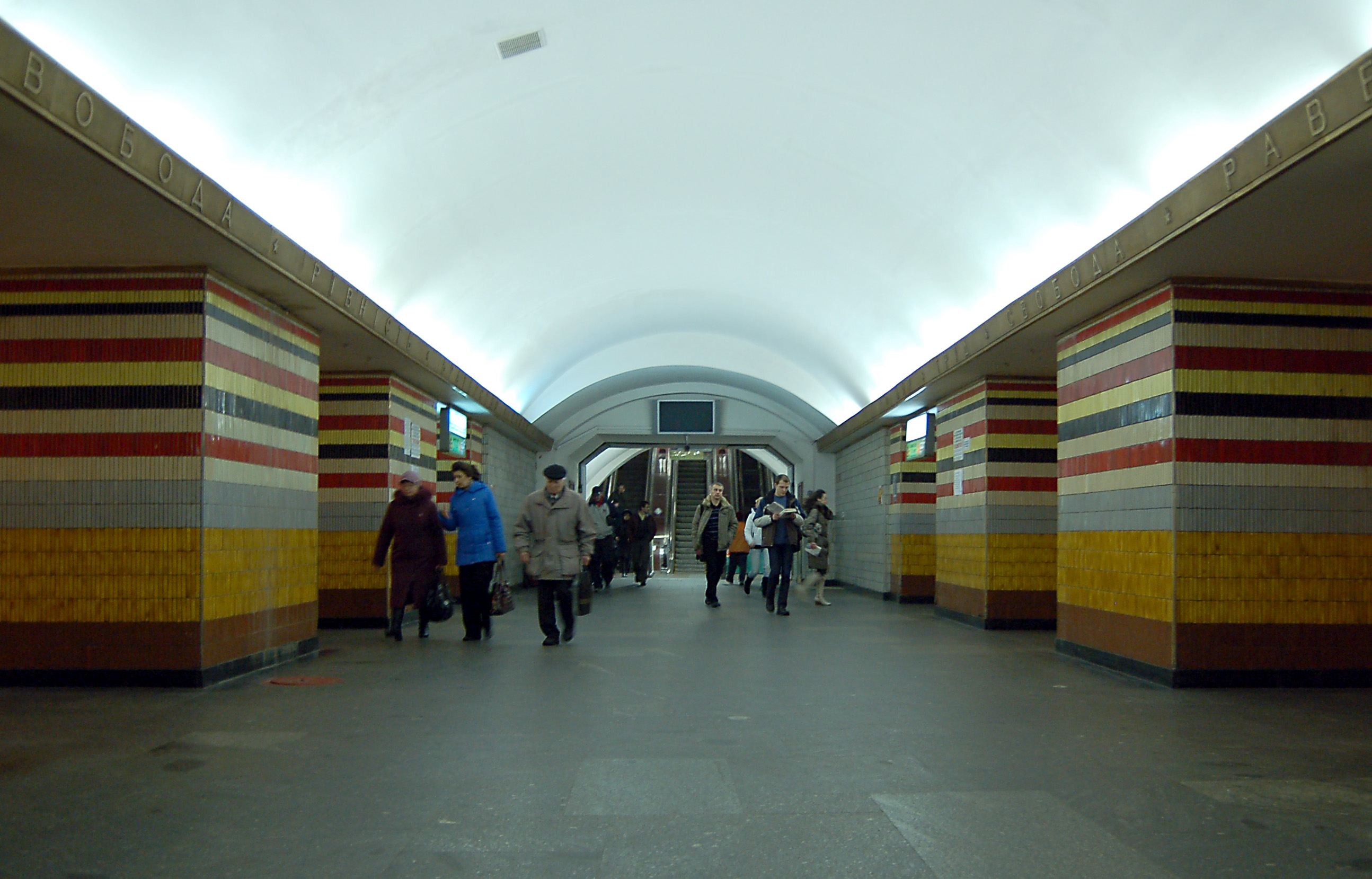
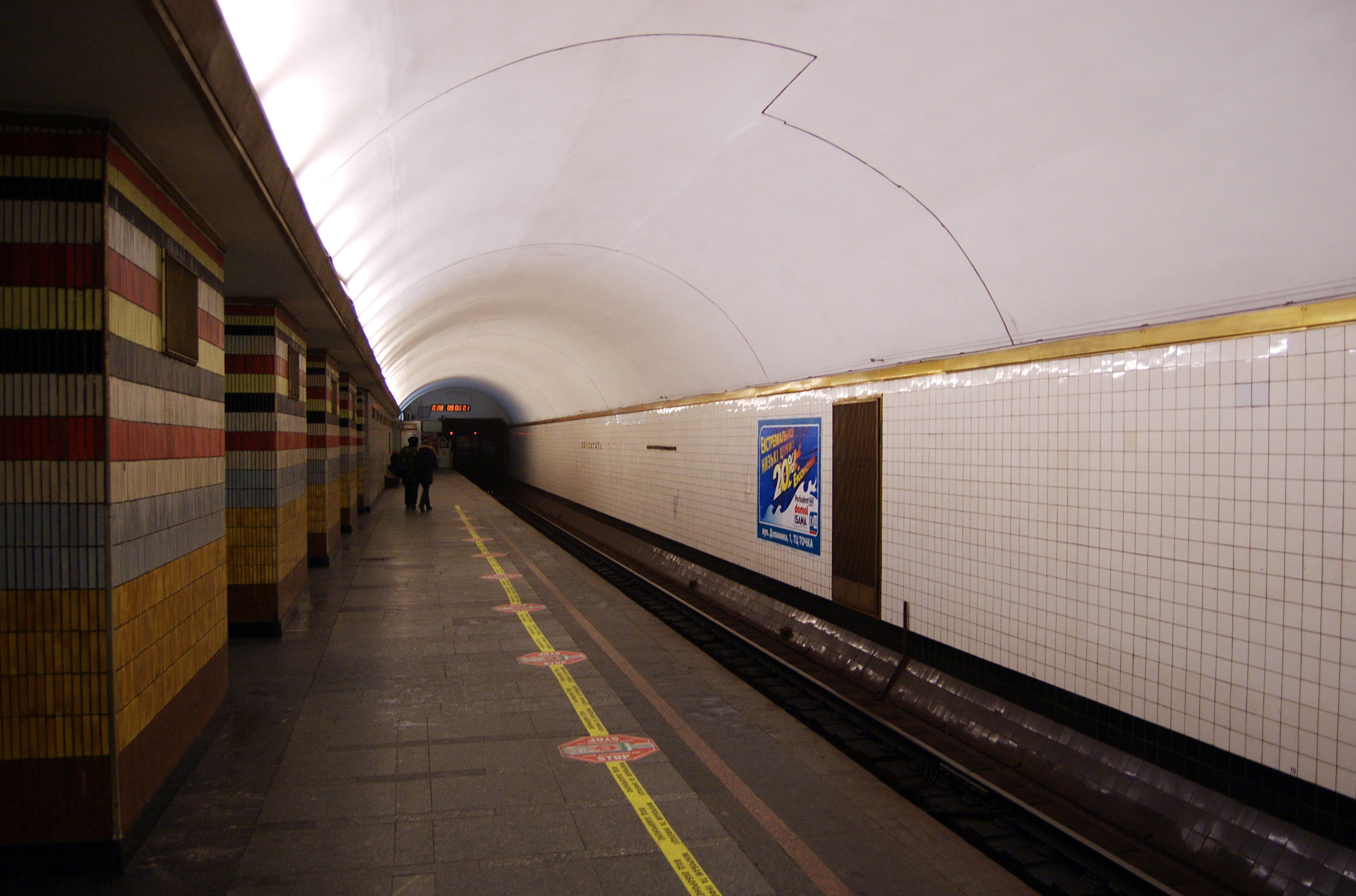
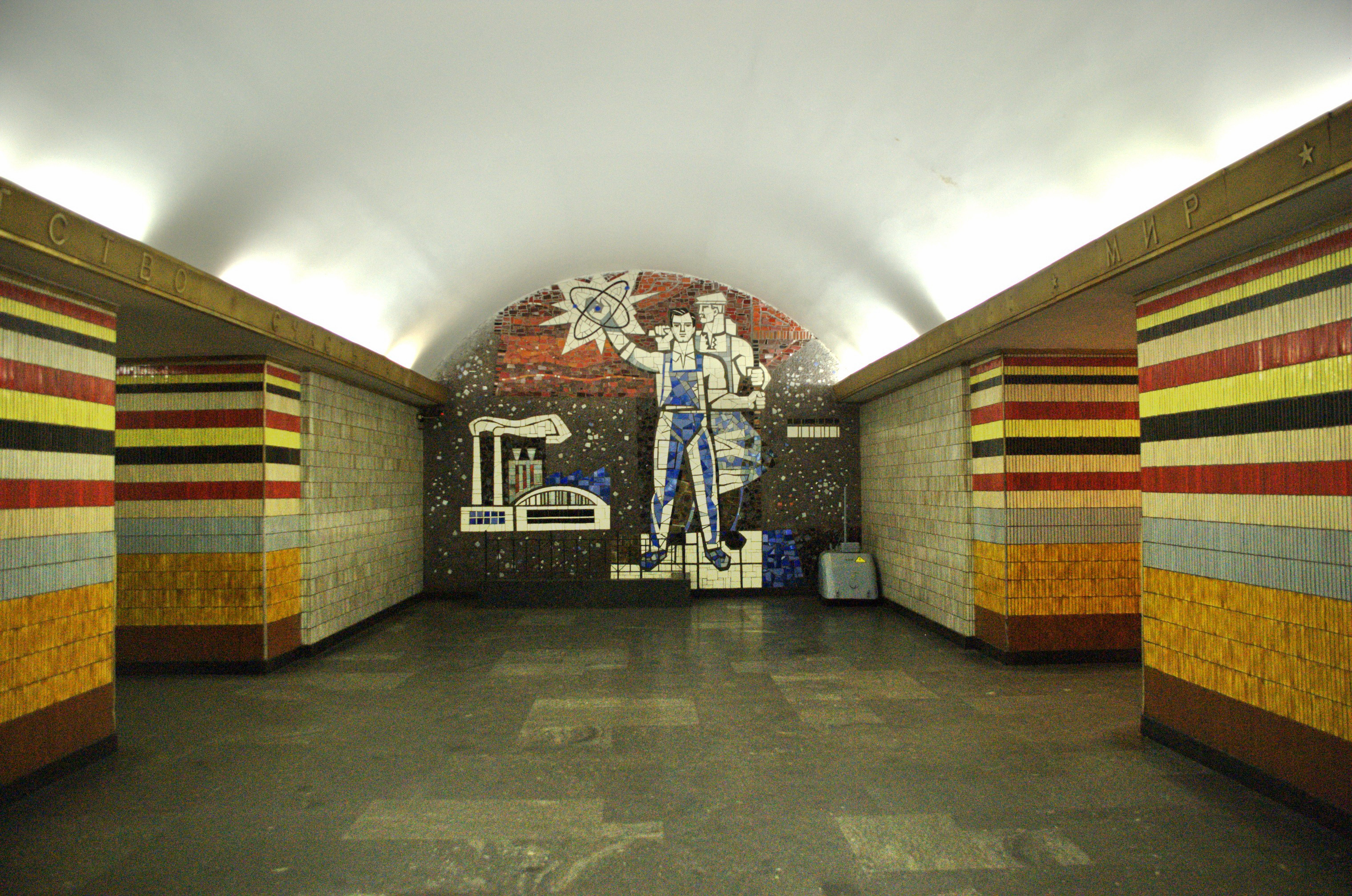